# Portrait du chevalier Pietro Secco Suardo
Le Portrait du chevalier Pietro Secco Suardo (En italien, Ritratto del cavaliere Pietro Secco Suardo) est un portrait grandeur nature du peintre italien Giovanni Battista Moroni représentant un gentilhomme en noir. Cette peinture à l'huile sur toile (183 × 104 cm) date de 1563 et est conservée au musée des Offices de Florence.

## Histoire
Son histoire est connue à partir de 1713, lorsque le portrait est mentionné pour la première fois dans un inventaire du palais Pitti parmi les biens en possession du prince Ferdinand III de Médicis. Il est considéré comme représentant saint Ignace de Loyola, à cause du fond qui représente une vue de Pampelune, jusqu'à ce que l'historien d'art Giovanni Morelli découvre en 1904 qu'il pourrait figurer le chevalier bergamasque Pietro Secco Suardo, hypothèse suivie depuis par de nombreux autres historiens.

## Description
Ce portrait en pied de grandeur nature représente un gentilhomme vêtu de noir, à la mode lancée en Espagne et adoptée rapidement à Venise et dans le nord de l'Italie. Il met la main à la garde ou au quillon de son épée et de l'autre désigne la flamme sortie d'un brasero (faisant comme un pot à feu). Une inscription sur la sorte d'autel indique « ET QVID VOLO NISI VT ARDEAT? » en référence à l'évangile de Luc (XII, 49), et choisie d'après Morelli parce que s'y cache l'acrostiche « SUARDI ». C'est donc une devinette sur un cartellino en vogue à l'époque dans l'aristocratie bergamasque, ainsi que l'on peut le voir aussi dans les portraits de Lorenzo Lotto.
L'homme est figuré avec une remarquable acuité physiognomique, près d'une fenêtre donnant sur un paysage lombard avec la Torre del Comune de Bergame, le tout censé représenter Pampelune. La tour est droite et peinte à la manière d'un Bramante par la simplicité géométrique et la maîtrise de la lumière qu'elle dégage.
L'ombre du chevalier se déforme sur le sol pavé de marbre rose et blanc et rappelle que Moroni se livrait pendant ces années à des expériences de perspective. 

## Source de la traduction
- (it) Cet article est partiellement ou en totalité issu de l’article de Wikipédia en italien intitulé « Ritratto del cavaliere Pietro Secco Suardo » (voir la liste des auteurs).